# Sanja Gommans
Sanja Gommans z d. Bursać (ur. 10 stycznia 1990 w Belgradzie) – serbska siatkarka, reprezentantka kraju, grająca na pozycji przyjmującej. Od sezonu 2020/2021 występuje we francuskiej drużynie Nantes VB.
Jej mężem jest holenderski siatkarz Ewoud Gommans.

## Sukcesy klubowe
Puchar Serbii:
- 2006, 2007, 2008, 2009

Mistrzostwo Serbii:
- 2006, 2007, 2008, 2009

Mistrzostwo Francji:
- 2015
- 2016

Puchar Francji:
- 2016

Mistrzostwo Węgier:
- 2019

Mistrzostwo Rumunii:
- 2020

## Sukcesy reprezentacyjne
Mistrzostwa Europy Kadetek:
- 2007

Letnia Uniwersjada:
- 2009

Liga Europejska:
- 2009